# (19591) Michaelklein
(19591) Michaelklein (1999 NW21) – planetoida z pasa głównego asteroid okrążająca Słońce w ciągu 4,57 lat w średniej odległości 2,75 j.a. Odkryta 14 lipca 1999 roku.